# Vágner László
Vágner László (Vencsellő, 1955. december 24.–) magyar nemzetközi labdarúgó-játékvezető. Civil foglalkozásként hivatásos katona, alezredes, nyugdíjas.

## Pályafutása

### Labdarúgóként
Gyerekkorában, mint a fiatalok többsége futballozott, a Miskolci Vasutasban volt igazolt labdarúgó, ahol jobbára kapusként számítottak rá. A katonai főiskolára történő felvétel véget vetett labdarúgó pályafutásának, viszont járőrbajnokságban és katonai háromtusában hadsereg-bajnoki címet szerzett.

### Nemzeti játékvezetés
Játékvezetői vizsgát 1973-ban tette le. Eleinte szolgálati helyén, Székesfehérvárott, majd 1985-ben a Budapesti Labdarúgó-szövetség (BLSZ) JB keretében működött. Ebben az időben a FIFA olyan játékvezetőket keresett, akik nagy futásmennyiséggel rendelkeztek. Kürti Imre BLSZ JB elnök beajánlotta Szlávik Andrásnak, az akkori Magyar Labdarúgó-szövetség (MLSZ) JB elnökének, aki az egyik mérkőzését megtekintve soron kívül felemelte az országos keretbe. 1989-ben lett az NB I játékvezetője. A Játékvezető Testület (az MLSZ-től önálló társadalmi szervezet) Nagy Miklós és Palotai Károly vezetésével sokat segített, hogy nemzetközi karriert futhasson. Minden segítséghez hozzá tartozik a segített egyéni képessége, hozzájárulása saját sikereihez. Kemény edzésmunkát végzett, a hét minden napját figyelembe véve, naponta átlagosan hét kilométert futott. Emellett minden héten négy-öt alkalommal úszott, és egész évben szaunázott. Az 1998-as labdarúgó világbajnokság évének végén befejezte aktív nemzeti játékvezetői tevékenységét. Foglalkoztatására jellemző, hogy az  1991/1992-es bajnoki idényben Puhl Sándorral együtt 16–16 mérkőzést, az 1995/1996-osban 20-at, az 1996/1997-esben 22-t, az 1997/1998-asban 22-t, az 1998 őszi idényben 11-et dirigálhatott. Nemzeti bajnoki mérkőzéseinek száma: 168.
| Időpont            | Helyszín                    | Mérkőzés típusa          | Mérkőzés                          | Eredmény |
| ------------------ | --------------------------- | ------------------------ | --------------------------------- | -------- |
| 1989. március 1.   | Városi Stadion, Veszprém    | első NB. I-es mérkőzés   | Veszprém FC–Zalaegerszegi TE FC   | 2 – 1    |
| 1998. november 28. | Városi Stadion, Dunaújváros | utolsó NB. I-es mérkőzés | Dunaferr–Nyíregyháza Spartacus FC | 6 – 1    |

#### Nemzeti kupamérkőzések
Vezetett kupadöntők száma: 4.

##### Szabad Föld-kupa
1964 óta a falusi labdarúgók kupadöntőjét, a Szabad Föld-kupa döntőjét rendszeresen a Magyar Népköztársasági Kupa döntő előmérkőzéseként bonyolították le. A döntőben való részvételre az az alsóbb osztályú együttes jogosult, amelyik a legmesszebb jutott a Magyar Népköztársasági Kupában.
| Időpont         | Helyszín                | Mérkőzés típusa   | Mérkőzés             | Eredmény | Nézők száma |
| --------------- | ----------------------- | ----------------- | -------------------- | -------- | ----------- |
| 1993. június 2. | Városi Stadion, Kalocsa | döntő 1. mérkőzés | Kalocsa SE–Sáránd SE | 1 – 2    | 2000        |

##### Magyar labdarúgókupa
| Időpont          | Helyszín                    | Mérkőzés típusa   | Mérkőzés                             | Eredmény | Nézők száma |
| ---------------- | --------------------------- | ----------------- | ------------------------------------ | -------- | ----------- |
| 1991. június 18. | DVTK-stadion, Diósgyőr      | döntő             | Ferencvárosi TC–Váci Izzó            | 1 – 0    | 8000        |
| 1993. június 23. | Üllői úti Stadion, Budapest | döntő 2. mérkőzés | Ferencvárosi TC–Szombathelyi Haladás | 1 – 1    | 18 000      |
| 1995. június 21. | Vác Városi Stadion, Vác     | döntő 2. mérkőzés | Vác FC-Samsung– Ferencvárosi TC      | 4 – 3    | 10 000      |

##### Magyar labdarúgó-szuperkupa
| Időpont             | Helyszín             | Mérkőzés típusa | Mérkőzés                  | Eredmény | Nézők száma |
| ------------------- | -------------------- | --------------- | ------------------------- | -------- | ----------- |
| 1992. augusztus 12. | Népstadion, Budapest | döntő           | Ferencvárosi TC–Újpest FC | 1 – 3    | 12 000      |

#### Nemzetközi játékvezetés
A Magyar Labdarúgó-szövetség (MLSZ) Játékvezető Testülete (JT) terjesztette fel nemzetközi játékvezetőnek, a Nemzetközi Labdarúgó-szövetség (FIFA) 1991-től tartotta nyilván bírói keretében.  A FIFA JB központi nyelvei közül a franciát beszéli. Több nemzetek közötti válogatott, valamint Intertotó-kupa, UEFA-kupa, Európa-liga és UEFA-bajnokok ligája klubmérkőzéseket vezetett, vagy működő társának 4. bíróként segített. Az MLSZ JT nemzetközi kapcsolatainak köszönhetően 1992-ben Puhl Sándor társaságában elsőként a katari nemzeti bajnokságban tevékenykedett. Több nemzetek közötti válogatott, valamint UEFA-kupa, Kupagyőztesek Európa-kupája és UEFA-bajnokok ligája klubmérkőzést vezetett. Közismerten a legjobban futók közé tartozott a FIFA-bírók táborában is. A teszteléseken, az úgynevezett Cooper-futáson, átlagosan 3250 méter körül teljesített (a minimálisan előírt szint 2700 méter). Állandó partjelzői, Ring János és Tompos Zoltán voltak, tartalék játékvezetőként pedig Vad István és Tóth Vencel kísérte nemzetközi mérkőzésekre. A 90-es években Puhl Sándor mellett a második számú, de az egyik legsikeresebb magyar játékvezető. A magyar nemzetközi játékvezetők rangsorában, a világbajnokság-Európa-bajnokság sorrendjében többedmagával Zsolt Istvánnal párban a 4. helyet foglalja el 11 találkozó szolgálatával. Az aktív nemzetközi játékvezetéstől 1998-ban búcsúzott. Válogatott mérkőzéseinek száma: 11. Nemzetközi mérkőzéseinek száma: 50.
| Időpont           | Helyszín                          | Mérkőzés típusa             | Mérkőzés                     | Eredmény | Nézők száma |
| ----------------- | --------------------------------- | --------------------------- | ---------------------------- | -------- | ----------- |
| 1998. december 9. | Santiago Bernabéu Stadion, Madrid | utolsó nemzetközi mérkőzése | Real Madrid–Szpartak Moszkva | 2 – 1    | 70 000      |

#### Labdarúgó-világbajnokság
Az 1994-es labdarúgó-világbajnokságon és az 1998-as labdarúgó-világbajnokságon a FIFA JB bíróként alkalmazta. A  7. magyar bíró, aki mérkőzésvezetésre kapott megbízást. Az 1998-as torna nemzetközi játékvezetői pályafutásának csúcspontja lett. A Chile–Kamerun találkozón a kameruni játékosok az eredményesség érdekében derékon alul nem rúgtak (a szabály tiltja a játékosra irányuló rúgást), csak csípőtől felfelé, ott amit elértek azt megrúgták, és az nem a labda volt.[forrás?] Búcsúzóul Párizsban, az egyik nyolcaddöntő mérkőzésen, a Brazília–Chile találkozón tartalék, 4. játékvezető volt. A Chile–Kamerun mérkőzésen történtek miatt Vágner a vita középpontjába került, amiért érvénytelenítette a kameruni François Omam Biyik látszólag szabályos gólját, ami a következő körbe juttatta volna az afrikai csapatot. A gól előtt Patrick M'Boma néhány tizedmásodperccel korábban meglökte chilei védőjét. A Kameruni labdarúgó-szövetség tisztviselői a mérkőzés végén a pályáról levonuláskor szóban szidalmazták. A mérkőzést követő sajtóhecc-kampány alapján a kameruni vezetők fajgyűlölőnek titulálták, aminek egyenes következménye lett, hogy csomagolt.[forrás?]. Selejtező mérkőzéseket az UEFA zónában vezetett.
Világbajnokságon vezetett mérkőzéseinek száma: 2.

##### 1994-es labdarúgó-világbajnokság
| Időpont           | Helyszín                     | Mérkőzés típusa           | Mérkőzés        | Eredmény | Nézők száma |
| ----------------- | ---------------------------- | ------------------------- | --------------- | -------- | ----------- |
| 1992. október 14. | Tsirio Stadion, Limassol     | előselejtező (4. csoport) | Ciprus–Wales    | 0 – 1    | 12 000      |
| 1993. október 27. | Ramat Gan Stadion, Ramat-Gan | előselejtező (6. csoport) | Izrael–Ausztria | 1 – 1    | 23 500      |

##### 1998-as labdarúgó-világbajnokság

###### Selejtező mérkőzés
| Időpont              | Helyszín                       | Mérkőzés típusa           | Mérkőzés                | Eredmény | Nézők száma |
| -------------------- | ------------------------------ | ------------------------- | ----------------------- | -------- | ----------- |
| 1996. szeptember 1.  | Daugavas Stadion, Riga         | előselejtező (4. csoport) | Lettország–Svédország   | 1 – 2    | 9500        |
| 1997. június 7.      | Olimpiai Stadion, Kijev        | előselejtező (9. csoport) | Ukrajna–Németország     | 0 – 0    | 63 000      |
| 1997. szeptember 24. | Tehelne Stadion, Bratislava    | előselejtező (6. csoport) | Szlovákia–Spanyolország | 1 – 2    | 13 667      |
| 1997. október 29.    | Lansdowne Road Stadion, Dublin | rájátszás                 | Belgium–Írország        | 1 – 1    | 32 305      |

###### Világbajnoki mérkőzés
| Időpont          | Helyszín                   | Mérkőzés típusa              | Mérkőzés        | Eredmény | Nézők száma |
| ---------------- | -------------------------- | ---------------------------- | --------------- | -------- | ----------- |
| 1998. június 16. | Lescure Stadion, Bordeaux  | csoportmérkőzés (A. csoport) | Norvégia–Skócia | 1 – 1    | 30 000      |
| 1998. június 23. | Atlantique Stadion, Nantes | csoportmérkőzés (B. csoport) | Chile–Kamerun   | 1 – 1    | 35 500      |

#### Labdarúgó-Európa-bajnokság
Az1996-os labdarúgó-Európa-bajnokságon, valamint a 2000-es labdarúgó-Európa-bajnokságon az UEFA JB játékvezetőként foglalkoztatta.

##### 1996-os labdarúgó-Európa-bajnokság
| Időpont            | Helyszín                           | Mérkőzés típusa           | Mérkőzés            | Eredmény | Nézők száma |
| ------------------ | ---------------------------------- | ------------------------- | ------------------- | -------- | ----------- |
| 1994. november 16. | Hüseyin Avni Aker Stadion, Trabzon | előselejtező (1. csoport) | Azerbajdzsán–Izrael | 0 – 2    | 3000        |
| 1971. február 3.   | GSP Stadion, Nicosia               | előselejtező (4. csoport) | Szlovénia–Litvánia  | 2 – 1    | 2600        |

##### 2000-es labdarúgó-Európa-bajnokság
| Időpont           | Helyszín                | Mérkőzés típusa           | Mérkőzés        | Eredmény | Nézők száma |
| ----------------- | ----------------------- | ------------------------- | --------------- | -------- | ----------- |
| 1998. október 10. | Wembley Stadion, London | előselejtező (4. csoport) | Anglia–Bulgária | 2 – 1    | 72 924      |

## FIFA futsal
Az MLSZ Játékvezető Testület (JT) megbízása alapján a futsal (4+1) kispályás labdarúgó játékban, mint nagy-pályás FIFA minősítéssel rendelkező játékvezető működött közre 1992-ben, a futsal világbajnokságon. A futsal világbajnokságra küldés előtt soha nem vezetett futsal mérkőzést, de a tornára való felkészülésre a Lőrinci sportcsarnokban folyó futsal nemzeti bajnokság mérkőzéseit vezette és már képzett futsal játékvezetőként utazott. Szakmai munkájáról, ismereteiről a nemzetközi játékvezetői bizottság dicsérően nyilatkozott.

## Sportvezetőként
Aktív nemzetközi és hazai pályafutását befejezve 1999-ben a szövetségben folyó hatalmi villongások eredményeként Kovács Attila idején egy rövid ideig az MLSZ Játékvezető Bizottsága (JB) elnöke. 2000–2006 között a Fejér megyei Labdarúgó-szövetség JB elnöke, ellenőr. A nagy kettőst - Dr. Bozóky Imre/Puhl Sándor - váltó Kisteleki István elnök 2006-ban felkérte az MLSZ JB elnöki posztjának betöltésére. A FIFA JB keretében nemzetközi játékvezető ellenőr, játékvezetői instruktor. A pepsifoci.hu rangsora alapján, hogy ki a száz legbefolyásosabb ember a magyar labdarúgásban: Vágner a 35. helyet foglalta el. 2011-től az MLSZ JB egyik alelnöke. 2011-ben MLSZ Elnökségi határozattal átszervezték a JB vezetését, Berzi Sándor lett az elnök, Vágner az egyik, Puhl a másik alelnök. A két alelnök közötti emberi és szakmai ellentétek nem rendeződtek, 2012-ben Vágner lemondott pozíciójáról.

## Szakmai sikerek
- 1997-ben Magyarországon őt választották meg az Év játékvezetője megtisztelő címre.
- Az MLSZ 2010. február 27-ei rendkívüli közgyűlésén az a megtiszteltetés érte, hogy átvehette a Magyar Labdarúgásért Érdemérem Arany fokozata kitüntetést.
- 2013-ban Berzi Sándor az MLSZ alelnöke, egyben az MLSZ JB elnöke 30 éves vizsgája alkalmából emléktárgyat adott részére.

## Családi állapota
Nős, egy fia van László, aki apja nyomdokában lépve játékvezetői vizsgát tett, majd szép lassan haladva NB. III-as minősítéssel a háta mögött, a polgári életben kialakított sikeres életvitel miatt felhagyott játékvezetői karrierjének építésével.

## Külső hivatkozások
- Vágner László. World Referee. [2019. február 10-i dátummal az eredetiből archiválva]. (Hozzáférés: 2015. október 8.)
- Vágner László. footballzz.com. (Hozzáférés: 2015. október 8.)
- Vágner László. footballdatabase.eu. (Hozzáférés: 2015. október 8.)}
- Vágner László. scoreshelf.com. (Hozzáférés: 2015. október 8.)
- Vágner László. eu-football.info. (Hozzáférés: 2015. október 8.)
- Vágner László. weltfussball.de. [2007. szeptember 29-i dátummal az Profil eredetiből archiválva]. (Hozzáférés: 2015. október 8.)
- Vágner László. szabadfold.hu. [2016. január 13-i dátummal az eredetiből archiválva]. (Hozzáférés: 2015. október 8.)
- Vágner László. szabadfold.hu. [2014. július 17-i dátummal az eredetiből archiválva]. (Hozzáférés: 2013. június 12.)
- Vágner László. szabadfold.hu. [2014. július 14-i dátummal az eredetiből archiválva]. (Hozzáférés: 2015. október 8.)
- Vágner László. szabolcsjb.hu. [2015. december 8-i dátummal az eredetiből archiválva]. (Hozzáférés: 2015. október 8.)

| Elődje: Kezdet | Magyar labdarúgó-zuperkupa döntő 1992 | Utódja: Puhl Sándor |

| Elődje: Hanyecz István | Szabad Föld-kupa döntő 1992–1993 | Utódja: Bognár István |

| Elődje: Huták Antal | Játékvezetők elnöke 1998–1998 | Utódja: Nagy Miklós |

| Elődje: Puhl Sándor | Játékvezetők elnöke 2006–2011 | Utódja: Berzi Sándor, ifj. |